# Allinge-Sandvig
Allinge-Sandvig este un oraș în Danemarca.